# Storia dell'U.S. Sambenedettese
La storia dell'U.S. Sambendettese, nota come Sambenedettese Calcio, società calcistica italiana con sede nella città di San Benedetto del Tronto, viene fondata nel 1923. 

## Storia

### Le origini

La formazione della Sambenedettese 1926-1927

Nel 1923, anno di fondazione della Sambenedettese, San Benedetto del Tronto è un piccolo centro di circa quindicimila abitanti che vivono principalmente di pesca. Qui il gioco del calcio viene praticato già da molto tempo (dal 1907) grazie all'attività di squadre locali come la “Fortitudo”, la “Forza e Coraggio” la “Serenissima” ed altre ancora. L'estremo disagio creato dalla prima guerra mondiale non frena l'entusiasmo di ragazzi appassionati di football che si sfidano, scalzi, in epici incontri formando squadre a ranghi ridotti (di sei-sette elementi). Ben presto anche le tre principali squadre cittadine iniziano a disputare partite contro formazioni dei centri vicini come Teramo, Ascoli, Giulianova, Macerata; si prendono contatti e si giocano le sfide; a bordo del taxi di Piero Zamponi si allestiscono le trasferte e si raggiungono i campi sportivi. Alcuni giovani che si cimentano in questo nuovo sport popolare non mostrano particolari qualità atletiche, altri invece iniziano ad emergere perentoriamente. La connotazione “sociale” del calcio, a San Benedetto si manifesta fin dalle origini. Pescatori, artigiani e studenti costituiscono l'ossatura delle formazioni che scendono in campo. Prendendo sd esempio la “Forza e Coraggio”, squadra formata principalmente da “lancettieri” come Giacomo e Guido Spazzafumo, Francesco Liberati; c’è anche un marmista: Giacomo Croci; Alberto Falaschetti fa lu “zautte” o meglio, lo scaricatore di porto. Pasquale Ricci, detto Rapepè, è anch’egli un pescatore di lancetta ed insieme a Silvano Del Zompo si distingue anche nella corsa campestre. Non mancano naturalmente gli studenti come Luigi Mazzoni, Federico Zazzetta e Giovanni Meo detto “Giannì”. Forte di indubbie competenze da selezionatore il barbiere Lucio Palestini mette insieme per la prima volta una sambenedettese rappresentativa, uscita vittoriosa dal noto torneo di Porto San Giorgio.

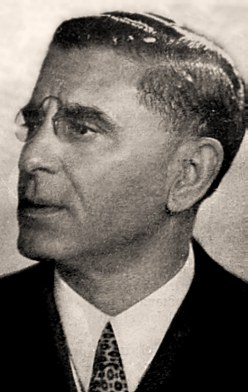
Italo Foschi, uno dei fondatori dell'Unione Sportiva Sambenedettese

Intanto lo scenario sociopolitico nazionale cambia profondamente e si registra l'avvento del Fascismo. Il regime intende creare una generazione di uomini prestanti e mette in moto un grande apparato propagandistico che dà impulso alla creazione di squadre di calcio in ogni parte d'Italia, dalle province ai piccoli centri. A San Benedetto il dott. Italo Foschi, nativo di Corropoli e futuro presidente della Roma, contribuisce, per mezzo del cugino Silvio, alla fondazione della squadra cittadina: la US Sambenedettese, creata a seguito della fusione delle 3 compagini pre-esistenti. Ben presto viene assorbita anche la formazione del Torrione (i “boys del castello”). La data di nascita della Samb è il 4 aprile 1923 presso Villa Cerulli, in Via Ugo Bassi a San Benedetto. Per la nuova squadra si scelgono i colori sociali bianco-verde.; non partecipa a nessun campionato F.I.G.C. non disponendo di un campo di gioco; nel 1926 viene inaugurato il campo di piazza San Giovanni Battista, detto "la trappoletta", e la Samb si iscrive al campionato di Terza Divisione Marche. Il presidente è Ludovico Giovannetti; dopo pochi mesi c'è una scissione per liti interne e alcuni calciatori si trasferiscono a un'altra società, il Torrione. Nel 1928 compaiono i colori attuali, rosso e blu, che sono anche i colori dello stemma cittadino; tra i calciatori spicca il bomber Tommaso Marchegiani, detto Massì e il portiere Pietro Cosignani. Tre anni dopo viene inaugurato il campo polisportivo “Littorio”, che nel 1944 viene intitolato a "Massì" Marchegiani, morto in un bombardamento durante la guerra, e infine nel 1949 ai fratelli Ballarin, calciatori del grande Torino, vittime della tragedia di Superga.
Malgrado i colpi durissimi inferti alla società Sambenedettese, gli eventi bellici forgiano una nuova generazione di talenti locali. Essi formeranno un gruppo di calciatori-bandiera che, sostenuti da entusiasmo e caparbietà, in più occasioni, sfioreranno la Serie B. È in questo caso che si può parlare di autentica cultura calcistica perché la squadra di calcio è seguitissima e la passione per questo sport nazionale, a San Benedetto, viene tramandata di padre in figlio. Intere famiglie si rendono partecipi delle sorti della Samb capace di produrre autonomamente i suoi atleti e proprio per questo definita dal Corriere dello Sport la “superprovinciale”.

La formazione della Sambenedettese vincitrice del girone finale della Terza Divisione Marche 1930-1931

Nella straordinaria stagione 1946-1947 la squadra riesce addirittura a vincere tutte le gare interne registrando un record nazionale. A volte, una panchina “corta” impedisce alla squadra di avere quel pizzico di continuità necessaria per fare il grande salto.
Nella stagione 1946-1947 la Samb sfiora le fasi finali per andare in Serie B, ma perde il proprio girone finendo a un solo punto dalla Maceratese, e l'attaccante Luigi Traini (I) finisce per mettere a segno in quella stagione la bellezza di 32 goal, un record per le 24 gare disputate: il suo apporto mancherà solo in due partite delle 26 effettive del torneo. La stagione 1947-1948 vede una riforma dei campionati che porta molte squadre a retrocedere in Promozione Interregionale, tra cui anche l'Ascoli, retrocesso in Prima Divisione Regionale ma in seguito ripescato; la Sambenedettese del nuovo allenatore-giocatore Alfredo Notti si piazza ancora una volta al secondo posto dietro alla Maceratese e viene iscritta alla Serie C dell'anno successivo.

### Dal dopoguerra agli anni settanta

#### L'era Roncarolo, la prima volta in Serie B

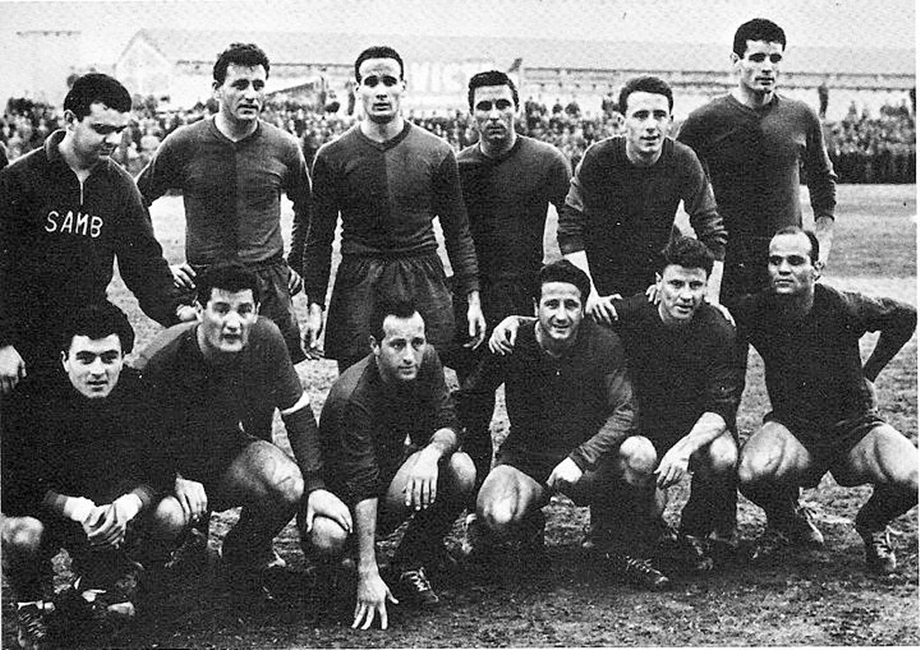
La formazione della Samb vincitrice del campionato di Serie C

Nel 1951-1952, una nuova, drastica riforma dei campionati sta per essere varata dalla FIGC che decide di ridurre per l’anno successivo i gironi della Serie C da 4 ad uno soltanto, il famoso “lodo” Barassi. Per essere promossi quindi al nuovo torneo d’élite di Serie C bisogna classificarsi al secondo o al terzo posto del proprio girone, mentre la quarta piazza dà diritto agli spareggi. Tutte le altre, dal quinto posto in giù, finiranno invece nel campionato di IV Serie.
La Sambenedettese del presidente Domenico Roncarolo è affidata a Valeriano Ottino e dopo la promozione ottenuta nel 1947-1948 stesso campionato di classificazione, anche stavolta riesce ad ottenere la promozione nella nuova Serie C classificandosi al terzo posto in classifica.
La stagione 1951-1952, verrà ricordata a lungo dai tifosi sambenedettesi, visto che la loro squadra ha lottato per quasi tutto il campionato non solo per un piazzamento che potesse garantirgli la partecipazione alla nuova Terza Serie, ma anche per il grande salto di categoria, ottenuto a fine stagione dal Cagliari, anche se la squadra sarda ha dovuto penare non poco per raggiungere l’ambita promozione alla Serie B, e soltanto nella parte finale del girone di ritorno è riuscita a spuntarla sulla forte squadra adriatica.
San Benedetto del Tronto
25 gennaio 1961
Ottavi di finale
Stadio Fratelli Ballarin
 Sambenedettese -  Juventus
1 - 4
Sambenedettese: Patregnani, Alberti, Baston, Mecozzi, Santoni, Buratti, Novali, Rumignani, Campanini, Valentinuzzi, Pennati. Allenatore: Radio.
Juventus: Vavassori, Burgnich, Cervato, Leoncini, Castano, Colombo, Mora, Charles, Nicolè, Sívori, Stacchini. Allenatore: Parola.
- Arbitro: Jonni (Macerata).
- Marcatori: Sívori (Juve) al 2'e al 24', Charles (Juve) al 44, Rumignani (Samb) al 63',  Santoni[2] autorete al 79'
- Spettatori: oltre 10.000 paganti.[2]
- Note:(Molti spettatori, non paganti, erano assiepati in tutte le posizioni sopraelevate circondanti il Ballarin).[2]

Il campionato di Serie C a girone unico 1955-1956 vede la promozione in Serie B della Samb, che totalizza 44 punti a pari merito col Venezia; la Samb mantiene il campo imbattuto, e con 61 reti segnate risulterà anche il miglior attacco del torneo. Il presidente è Domenico Roncarolo (sua l'idea di chiedere aiuto finanziario ai pescatori locali), l'allenatore Bruno Biagini, il capitano Alberto Astraceli.
Nei sette campionati cadetti del primo ciclo (1956/1963) la Sambenedettese affronta squadre blasonate come Torino, Napoli, Lazio, Bari, Alessandria, Triestina, Genoa e Palermo.Dopo i successi conquistati sul campo, e le poche rivali nelle altre regioni in riva all’Adriatico e dell'Italia centrale, una piccola cittadina di appena 25 000 abitanti, che la vedeva 
affrontare squadre di calcio di città molto più grandi, fu denominata la Regina calcistica delle Marche.
Dopo quattro stagioni di bassa classifica, nel campionato cadetto del 1960-1961 la Samb disputa un campionato di alto livello, chiuso al 7º posto. Nello stesso anno sfida i campioni d'Italia della Juventus negli ottavi di finale di Coppa Italia. La gara fu disputata allo stadio Stadio Fratelli Ballarin, era stipato da una folla inverosimile, richiamò tifosi da tutto il centro italia, tanto che in molti assistettero all’incontro dai tetti delle abitazioni adiacenti. Vinse la Juventus per 4 reti ad uno, con una doppietta di Sívori, una rete di Charles e una autorete di Santoni; per la Sambenedettese ha realizzato la rete della bandiera Rumignani.

La formazione della Sambendettese nella sua prima stagione in Serie B della sua storia.

Nella stagione successiva la Samb ottiene la salvezza nelle ultime giornate, ma non riesce a ripetersi nel campionato 1962-1963 quando, arrivata penultima, viene retrocessa in Serie C. Diversi calciatori messisi in evidenza con la Samb in quegli anni approdano in Serie A: Sattolo al Torino, Menichelli alla Juventus, Garbuglia alla Lazio, Lorenzini al Bologna, Matteucci all'Inter.
Dal 1963 e per un decennio la Sambenedettese milita ininterrottamente in Serie C nei gironi B e C, e in questi anni è rimasta sempre nelle prime posizioni tendendo a risalire in Serie B, dove per tanti anni aveva difeso i colori sociali gareggiando nelle principali città, unica rappresentante nell'Italia centrale. Nel 1965, nel corso di un derby con l'Ascoli, l'attaccante della Samb Alfiero Caposciutti è protagonista di un involontario scontro di gioco che costa la vita al portiere dell'Ascoli Roberto Strulli.
Nel torneo 1965-66 tra le file della Samb c'è un giovanissimo Franco Causio, che poco dopo approderà alla Juventus. In questi anni inizia la tradizione dei grandi portieri della Samb: si trasferiscono in Serie A Roberto Tancredi alla Juventus, Sulfaro alla Lazio, Migliorini alla Ternana.

#### Il ritorno in Serie B, con Marino Bergamasco

La Sambenedettese nella stagione di Serie B 1975-1976.

Il ritorno in Serie B avviene per la seconda volta nella storia il 16 giugno del 1974. Il presidente è il geometra Nicola D’Isidori, è uno dei costruttori edili emergenti che in passato aveva ricoperto il ruolo di presidente della società di ginnastica dove si erano formati i fratelli Carminucci, olimpionici di Roma ’60.
È un autentico trionfo per quella squadra: coglie 22 vittorie e impone 9 punti di distacco al Rimini secondo classificato e guidato in panchina da un ex allenatore rossoblù Natalino Faccenda. La Samb che stravince il campionato è allenata da Marino Bergamasco, per anni l’ombra di Nereo Rocco al Milan e al Torino. 
Il tecnico triestino, così come Eliani, guida per sei campionati, in anni diversi, la Sambenedettese. Gioca con un libero fisso (Anzuini), un centrocampo stile Olanda formato da Castronaro, Valà e Simonato. Le ali sono Ripa e Basilico e il centravanti è Francesco Chimenti, sarà lui il capocannoniere della squadra con 20 dei 49 gol realizzati per un totale di 54 punti. E pensare che al bomber non vengono assegnati i tre gol, quelli della partita di Sassari contro la Torres vinta a tavolino per 2 a 0 a causa di una invasione di campo.
Nella stagione 1974-1975 D'Isidori viene sostituito dopo poche giornate di campionato da Arduino Caioni che resterà presidente fino al 1980-1981.
San Benedetto del Tronto
21 settembre 1975
Primo turno (Girone 1)
Stadio Fratelli Ballarin
 Sambenedettese -  Juventus
2 - 2
Sambenedettese: Pigino, Della Bianchina, Catto, Radio, Anzuini, Agretti, Ripa, Berta, Chimenti, Simonato, Basilico (85’ Trevisan). Allenatore: Bergamasco. 
Juventus: Zoff; Gentile, Cuccureddu; Furino, Spinosi, Scirea; Causio, Gori, Anastasi, Capello (46’ Tardelli), Altafini (46’ Damiani). Allenatore: Parola.
- Arbitro: Levrero (Genova).
- Marcatori: Capello (Juve) al 26'e al 31', Chimenti (Samb) al 45, Simonato (Samb) al 50'
- Spettatori: 13.000 paganti.[8]
- Note:

Il secondo ciclo della Serie B dura sei anni ('74-'80). È ancora Chimenti la punta di diamante della squadra. È il capitano di tante battaglie. E al ritorno in Serie B i rossoblu colgono, alla 15 di andata, una storica vittoria a Marassi contro il Genoa. Vincono per 3 a 2 con gol di Simonato, Castronaro e Chimenti. Il telecronista del tempo è Marcello Camiscioni che a fine partita non riesce a trattenere le lacrime. A filmare quella partita così come tante altre è Alfredo Giammarini, il primo cineoperatore della storia televisiva sambenedettese.

Chimenti nel 1977, capitano della Sambenedettese, contrastato dallo juventino Morini nel corso di un incontro di Coppa Italia.

Nel 1975-1976 si ripete dopo 14 anni la sfida di Coppa Italia con la Juventus: i campioni d'Italia uscenti sono fermati in casa 2-2.

La Sambendettese nella stagione di Serie B 1979-1980.

Termina la prima era di Marino Bergamasco sulla panchina della Samb. Approda Eugenio Fantini ma non ha fortuna e viene esonerato subito dopo. È il turno del duo Tribuiani-Traini. In questa formazione giocano Sandro Vanello, Franco Colomba e Otello Catania che hanno giocato in Serie A con Inter, Palermo, Bologna , Cesena e Genoa. Dei giovani spicca Arcadio Spinozzi che va al Verona in Serie A insieme al portiere Pippo Pozzani. La Samb ottiene la salvezza nella gara in terna con il Como e può festeggiare in anticipo.
Nel campionato 1977-1978 torna sulla panchina rossoblù Bergamasco. In questa squadra è ancora il bomber Chimenti il mattatore con dieci gol. In evidenza si pone un giovanissimo Francesco Guidolin che colleziona 35 presenze.
La Samb in quella stagione sfiora la promozione in Serie A, sfumata al termine di una contestatissima partita interna contro la Sampdoria finita 0 a 0 e che costa la squalifica del “Ballarin”.
In Coppa Italia nel 1977-1978, i rossoblù battono fuori casa il Verona per 3-5. L'anno dopo l'allenatore è Nicola Tribuiani, sostituito da Lauro Toneatto. Nel campionato 1979-1980 torna in panchina Marino Bergamasco per sostituire Pietro Maroso, ma la Samb retrocede in Serie C1: nella rosa ci sono Stefano Tacconi poi alla Juventus e Antonio Sabato.

### Gli anni ottanta

#### L'era Zoboletti e subito il ritorno tra i cadetti

La Sambenedettese scesa in campo il 7 giugno 1981, giorno della promozione in Serie B e della tragedia del Ballarin, prima del fischio d'inizio della gara con il.

Luigi Cagni, ha disputato 262 gare ufficiali con 2 reti totali da 1978 al 1987. È stato capitano nella Sambendettese dal 1980 al 1986.

Durante il campionato 1980-1981 il presidente Arduino Caioni passa il testimone a Ferruccio Zoboletti, reggiano di nascita ma sambenedettese d'adozione. L'allenatore è l'emergente Nedo Sonetti che conquista l'immediata promozione in Serie B: tra i protagonisti, il giovane portiere Walter Zenga in prestito dall'Inter e Luigi Cagni. Con Zenga si apre di fatto la scuola dei portieri di Piero Persico, già numero uno rossoblù negli anni cinquanta. La Samb conquista 44 punti, a pari merito con la Cavese; l'ultima partita di campionato contro il Matera vede però una tragedia allo stadio Ballarin: scoppia un incendio in curva sud, la curva dei tifosi di casa, che provoca decine di feriti e in cui perdono la vita Maria Teresa Napoleoni e Carla Bisirri; la partita però si gioca lo stesso, e termina 0-0. Si decide così di progettare un nuovo stadio, più grande e adeguato alle moderne norme di sicurezza.
Il campionato di Serie B 1981-1982 si chiude all'8º posto, sempre sotto la guida di Nedo Sonetti. I rossoblù, in questa stagione, conquistano una prestigiosa vittoria 0-1 a Genova contro la Sampdoria promossa in Serie A, goal di Gigi Cagni; al ritorno invece la squadra blucerchiata riesce a pareggiare per 2-2, Samb in doppio vantaggio con Garbuglia, poi la Sampdoria riesce a raddrizzare l'incontro, grazie alle reti di Scanziani e Guerrini.
San Benedetto del Tronto
28 agosto 1983
Coppa Italia
Stadio Fratelli Ballarin
(referto)
 Sambenedettese -  Inter
2 - 0
Sambenedettese: Coccia, Petrangeli, Catto, Ferrante, Ipsaro Passione, Cagni, Perrotta, Ranieri, Gamberini dal 72' Di Fabio, Colasanto, Faccini dall'86' Bronzini. Allenatore: Clagluna.
Inter: Zenga, Pasinato, Bergomi, Bagni, Collovati, Bini, Coeck, Sabato, Altobelli, Müller, Serena. Allenatore: Radice.
- Arbitro: Benedetti (Bastia Umbra).
- Marcatori: Faccini (Samb) al 50' e all'84'
- Spettatori: oltre 13.000 paganti.[10]

Il campionato 1982-1983 si apre con il 2-2 a Milano contro il Milan, che l'anno prima era stato per la seconda volta retrocesso in Serie B; anche la partita di ritorno finirà con un pareggio. La Samb pareggia anche in casa della Lazio, che insieme al Milan e al Catania sarà promosso in Serie A.

Stefano Borgonovo, autore di 13 gol nel suo unico campionato in rossoblù.

Nel 1983-1984 Nedo Sonetti abbandona la Samb che è allenata da Roberto Clagluna: da segnalare la vittoria per 2-0 in Coppa Italia contro l'Inter, con due reti di Paolo Alberto Faccini. Nel mese di ottobre del 1983, dal Genoa arriva in prestito Giuliano Fiorini, mette a segno 12 reti con la maglia della Sambenedettese. Dopo un campionato difficile la salvezza giunge alla penultima giornata, con il pareggio casalingo contro la Pistoiese, viceversa con quel risultato condannata alla Serie C1. Alcune immagini di quell'incontro, compresa la festa dei tifosi rossoblù per la salvezza, furono poi riutilizzate per il film L'allenatore nel pallone.
Il campionato 1984-1985 è l'ultimo disputato al "Ballarin": tra le file dei rossoblù Stefano Borgonovo, Tiziano Manfrin, Maccoppi, Turrini, Di Fabio; il capitano è sempre Gigi Cagni.

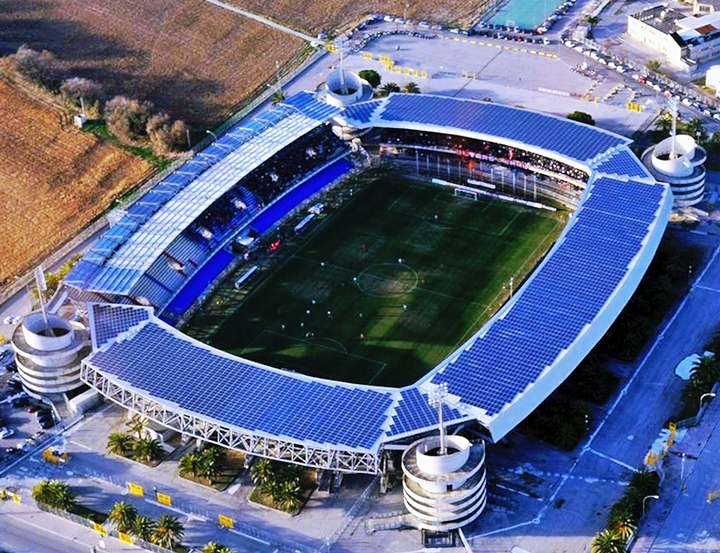
Vista aerea dello stadio Riviera delle Palme.

Il 13 agosto 1985 vede l'inaugurazione del nuovo Stadio Riviera delle Palme, realizzato per circa 22 000 spettatori ma progettato per un futuro ampliamento. Nel campionato 1985-1986 c'è l'ultimo derby con l'Ascoli, una sfida sempre segnata da grande rivalità.
Nel campionato 1986-1987 la Samb si salva all'ultima giornata vincendo a Bari per 4-3: allenatore è ancora Clagluna, in rosa c'è Franco Selvaggi, proveniente dall'Inter, mette a segno 9 reti con cui contribuisce alla salvezza della Samb. È l'ultima stagione alla Samb per Gigi Cagni, che detiene il record di presenze in Serie B, 496. Nel 1987-1988 l'allenatore è Angelo Domenghini, che conquista l'ennesima salvezza, la porta è difesa da Fabrizio Ferron, e dopo due stagioni in rossoblù, approda in Serie A all'Atalanta; nel 1988-1989 lascia dopo 4 giornate a Enzo Riccomini, che non riesce a evitare la retrocessione in Serie C1: in rosa ci sono Marcato, Valoti e il portiere Bonaiuti.
Il campionato 1989-1990 vede la seconda retrocessione consecutiva della Samb, stavolta in Serie C2, categoria mai affrontata prima.

### Gli anni novanta

#### La presidenza Venturato, la ripresa, il fallimento e il dilettantismo

La Sambendettese stagione 1991-1992.

Nella stagione 1990-1991 la presidenza passa all'imprenditore trevigiano Antonio Venturato; l'allenatore è Giorgio Rumignani. La Samb arriva seconda dietro il Chieti e ottiene così il ritorno in Serie C1. Seguono tre stagioni di C1 tra alti e bassi: tra i giocatori ci sono Moreno Solfrini, Pasqualino Minuti, Gennaro Grillo, Ottavio Palladini, Giuseppe Manari, Tiziano De Patre, i portieri Stefano Visi e Antonio Chimenti.
Nella stagione 1991-1992 la Samb vince la Coppa Italia Serie C 1991-1992 battendo in finale il Siena. La stagione 1992-1993 (in cui per la prima volta la Samb è inserita nel girone A), vede l'alternarsi in panchina di Claudio Tobia, Zibì Boniek e l'esordiente Ivo Iaconi che centra la salvezza.
Le difficoltà economiche della società emergono in tutta la loro drammaticità e l'iscrizione al campionato di Serie C1 1993-1994 avviene a pochi minuti dalla scadenza grazie alla fideiussione prestata dall'allora neosindaco Paolo Perazzoli e dagli imprenditori locali Giancarlo Amante, Nazzareno Torquati e Francesco Ascolani. L'allenatore è Diego Di Feliciantonio, coadiuvato da Ivo Iaconi, e la squadra, nonostante non percepisca lo stipendio, si batte per i primi posti in classifica.
Finale Coppa Italia Serie C, andata 
 7 giugno 1992 
 Stadio Artemio Franchi 
 Siena
  Siena - Sambenedettese 
1 - 1
Arbitro: Fiori di Ravenna
- Marcatori: Callegari (Siena) al 2', Di Giannatale (Samb) all'80' ;

Spettatori: 6.000 (circa)
Finale Coppa Italia Serie C, ritorno 
13 giugno 1992
 Stadio Riviera delle Palme
San Benedetto del Tronto

 Sambenedettese - Siena 
2 - 1
Arbitro: Rausa di Cosenza
- Marcatori: Piccioni (Samb) al 16', Ceccaroni (Siena) al 62', Minuti (Samb) all'86' ;

Spettatori: 10.000 (circa)

Pasquale Minuti, autore di 23 gol in 77 presenze (1990-1993). In precedenza aveva collezionato 6 presenze in rossoblù (1981-1984).

Grazie al Sindaco Perazzoli e al gruppo di imprenditori che hanno con lui firmato la fideiussione vengono garantiti alcuni stipendi ma inopinatamente il Presidente Venturato rompe con gli stessi ogni rapporto e il campionato partito bene finisce comunque con la salvezza della squadra. Al momento di iscrivere la squadra al campionato 1994-1995 la L.N.P., in forza della situazione di bilancio disastrata, decide la non iscrizione e la retrocessione nel campionato di Eccellenza Marche. Il presidente Venturato dapprima iscrive la squadra al Campionato di Eccellenza, poi scompare dalla circolazione, rendendosi irreperibile, mettendo in serio pericolo anche lo svolgimento di questo torneo.
Un gruppo di imprenditori locali, dietro l'impulso del Sindaco di San Benedetto del Tronto Paolo Perazzoli, dà vita alla Sportinvest S.p.A. con presidente l'imprenditore ittico Nazzareno Torquati e riesce a vincere il Campionato di Eccellenza Marche 1994-1995; il commissario della squadra è Raniero Iacoponi, l'allenatore è Francesco Chimenti, che dispone di una buona squadra capitanata da Stefano Colantuono.
A seguito della dichiarazione di fallimento della Sambenedettese S.p.A. si forma l'A.S. Sambenedettese Calcio, con presidente Raniero Iacoponi, che a pochi giorni dall'inizio del campionato, grazie all'impegno di Nazzareno Torquati, Giancarlo Amante ed Emilio Scartozzi, che si accollano debiti pregressi della vecchia società, ne acquisisce il titolo sportivo. Questo ritardo non consente una preparazione ottimale e il campionato 1995-1996, il primo nel CND (campionato nazionale dilettanti), vede una faticosa salvezza della Samb ottenuta anche grazie agli sforzi del neopresidente Rocco Sannicandro e dell'allenatore Bruno Piccioni.
Il campionato 1996-1997 inizia con i migliori auspici e viene condotto sempre al vertice della classifica, ma nel finale del campionato la Samb viene raggiunta e superata dall'Astrea; nel novembre 1996 l'A.S. Sambenedettese Calcio si trasforma in Sambenedettese Calcio S.r.l. con presidente Giancarlo Amante e vice Nazzareno Torquati ed Emilio Scartozzi. La società nell'agosto 1997 organizza un grande evento sportivo internazionale, ospitando presso il Riviera delle Palme la partita amichevole precampionato Juventus-Bayern Monaco, con oltre ventitremila spettatori paganti. L'anno seguente altre amichevoli estive di lusso: Milan-Celta Vigo e ancora Juventus, stavolta contro l'Espanyol.
Nelle stagioni 1997-1998, 1998-1999 e 1999-2000 la Samb, sotto la presidenza di Giancarlo Amante prima e dei fratelli Caucci poi, disputa campionati in cui non riesce mai ad aggiudicarsi la prima posizione, l'unica utile per la promozione in Serie C2. Tra gli allenatori che si avvicendano sulla panchina della Samb ci sono Aldo Ammazzalorso, Massimo Silva, Ruggero Cannito.

### Gli anni duemila

#### L'era Gaucci, sfiorata la Serie B

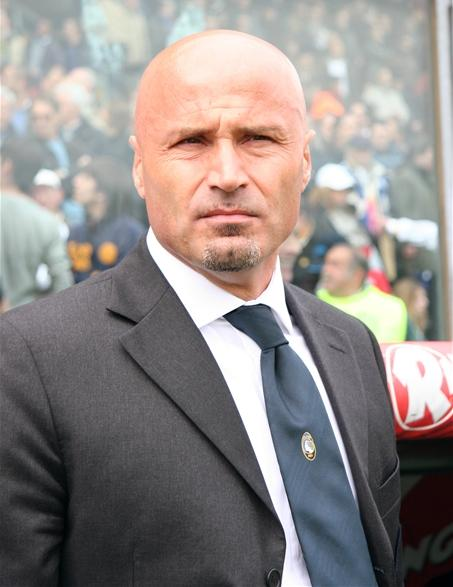
Stefano Colantuono

Nell'estate 2000 la svolta: la Sambenedettese viene acquistata da Luciano Gaucci, già proprietario di Perugia e Viterbese (appena ceduta) e neoacquirente anche del Catania. Dopo un'iniziale crisi di risultati la squadra è affidata all'allenatore Giovanni Mei e vince il campionato di Serie D 2000-2001 con grande vantaggio; tra i giocatori il bomber Fabrizio Fermanelli, lo stopper Stefano Colantuono, il portiere Stefano Visi (questi ultimi due ritorni).
Il campionato di Serie C2 girone B 2001-2002 non è facile per la Samb: si alternano in panchina Mei, Paolo Beruatto, Enrico Nicolini e infine Stefano Colantuono, che smette di giocare accomodandosi in panchina. Quando accetta l'incarico la Samb è in bassa classifica a 9 giornate dal termine, ma con una serie di 9 vittorie consecutive riesce ad agguantare il 5º posto, l'ultimo utile per i play-off. La Samb passa la semifinale col Rimini e poi la finale col Brescello davanti a 11.000 spettatori (il ritorno, che si gioca sul campo neutro di Parma, vede l'"esodo" di circa 7.500 tifosi rossoblù che raggiungono la città emiliana), conquistando la promozione in Serie C1. Tra i protagonisti della promozione l'attaccante Andrea Soncin, il fantasista Antonio “Totò” Criniti, il centrocampista Gennaro Delvecchio.
Colantuono (che non ha ancora il patentino di seconda categoria ed è affiancato da Gabriele Matricciani) rimane alla guida della Samb nel campionato di Serie C1 girone B 2002-2003: la squadra viene rinforzata dal direttore sportivo Guido Angelozzi e dopo alcuni alti e bassi raggiunge il 5º posto utile per il play-off. In semifinale la Samb incontra il favorito Pescara: i rossoblù vincono in casa per 1-0 con gol di Teodorani ma sono sconfitti in Abruzzo per 2-0 (doppietta di Cecchini).
Il campionato di Serie C1 girone B 2003-2004 vede il progressivo defilarsi di Luciano Gaucci: la gestione della società è affidata al figlio Alessandro, impegnato però anche nel Perugia. Il nuovo allenatore è Sauro Trillini, alla prima esperienza tra i professionisti, che ottiene risultati altalenanti. A gennaio vengono ceduti alle altre squadre “di famiglia” gli attaccanti Francesco Zerbini (al Perugia) e Gabriele Scandurra (al Catania), autori di 10 gol a testa in metà campionato; arriva però il bomber Costantino Borneo dalla Vis Pesaro, anche lui autore di 10 gol, che si laureerà poi capocannoniere. La Samb (con Trillini sostituito nel frattempo da Salvatore Vullo) si piazza al 7º posto mancando i play-off e Gaucci, contestato dai tifosi, decide di passare la mano (inoltre si è visto rifiutare dal Comune di San Benedetto del Tronto il progetto per la gestione dello Stadio Riviera delle Palme).

#### La presidenza Mastellarini

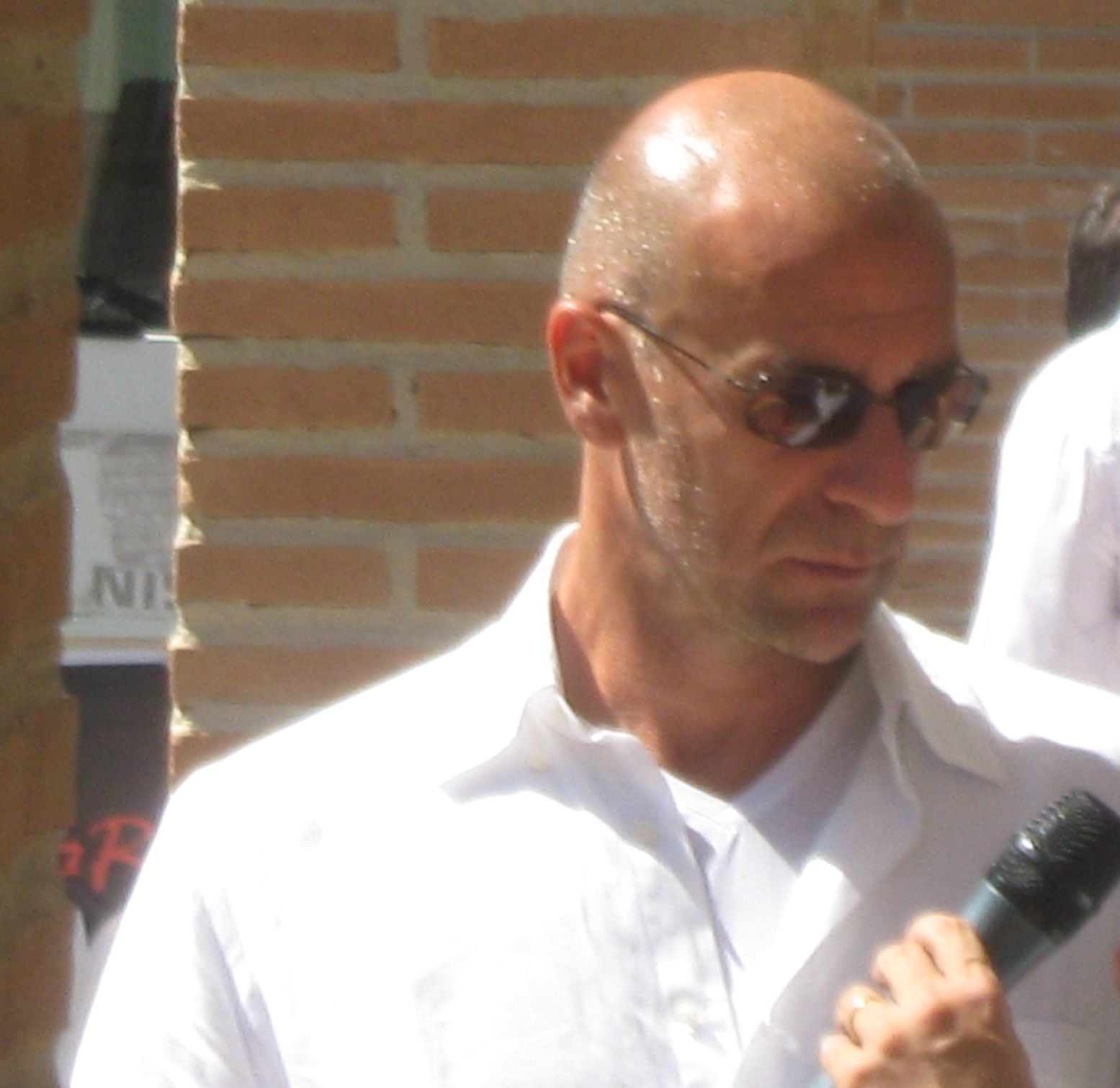
Davide Ballardini

Le trattative si protraggono per tutta l'estate senza esito fino al 29 agosto 2004: la società passa alla cordata capeggiata dall'abruzzese Umberto Mastellarini e dal procuratore Vincenzo D'Ippolito. La rosa, che era composta da appena 5 giocatori dopo le cessioni estive, viene fatta in sole 24 ore (il 31 agosto è l'ultimo giorno della sessione estiva di mercato). L'allenatore del campionato di Serie C1 girone B 2004-05 è l'esordiente Davide Ballardini, proveniente dalle giovanili del Parma; tra i giocatori arrivano i sudamericani Nicolás Amodio e Mariano Bogliacino, il difensore Michele Canini, il centrocampista Luca Cigarini e l'attaccante Marco Martini trasformato da ala a punta. A gennaio arrivano poi il portiere Francesco Mancini e il trequartista Julio Cesar Leon (ex Reggina e Fiorentina). La Sambenedettese si classifica al 4º posto centrando così i play-off. La semifinale la vede opposta al Napoli: in casa è 1-1 con pareggio napoletano negli istanti finali, al "San Paolo" la Sambenedettese perde 2-0.
L'estate 2005 è ancora travagliata: esce dalla società D'Ippolito, Mastellarini cerca nuovi acquirenti senza successo; il nuovo allenatore Ortega, scelto da D'Ippolito, si dimette e viene ingaggiato Giuseppe Galderisi con Giuseppe Dossena direttore sportivo. La società è in difficoltà economiche e la rosa viene indebolita rispetto all'anno passato; la squadra inizia bene il campionato di Serie C1 girone A 2005-06 ma poi entra in crisi e Galderisi viene sostituito da Luciano Zecchini, ex allenatore del Teramo che non migliora le cose. A dicembre Mastellarini e il socio Paterna (proprietario anche del Pescara) raggiungono l'accordo per la cessione della società con il romano Alberto Soldini, in cui è compresa la cessione del bomber Martini al Pescara. A gennaio Soldini cambia lo staff: nuovo allenatore è Giuseppe Giannini, il suo vice è Roberto Pruzzo, il direttore sportivo è Carlo Colacioppo; il mercato vede la partenza di 13 giocatori e l'arrivo di altri 15. Ma la Samb infila una serie negativa senza vittorie da ottobre a febbraio precipitando al penultimo posto. Esonerati anche Giannini, Pruzzo e Colacioppo, la squadra viene affidata alla bandiera rossoblù Francesco Chimenti (quinto allenatore della stagione). Ma non c'è pace nemmeno per lui: infatti, a seguito delle promesse non mantenute dal presidente Soldini, l'allenatore Chimenti, il direttore tecnico Remo Croci, l'allenatore in seconda Luigi Voltattorni e il responsabile della comunicazione Emidio Lattanzi. La Samb si ritrova senza allenatore e senza stipendi; ciononostante, con la guida prima dei giocatori Colonnello e Zanetti e poi degli allenatori delle giovanili Voltattorni e Zaini la squadra ottiene buoni risultati (bella in particolare la vittoria con il Genoa per 2-1), con il sostegno anche economico di molti tifosi rossoblù e dell'imprenditore Sergio Spina. Alla fine della regular season viene però decretato il prevedibile fallimento e in seguito a numerosi deferimenti la Samb subisce 4 punti di penalizzazione che la condannano ai play-out contro il Lumezzane. In panchina torna, a furor di popolo, Francesco Chimenti: all'andata i lombardi vincono in casa 3-1, ma al ritorno una grande prestazione dei giocatori della Samb, sospinti dai tifosi rossoblù, ribalta il risultato con un sonante 4-0. La Samb è salva. A giugno arriva anche la salvezza fuori dal campo: l'asta fallimentare assegna la società ai fratelli Tormenti che ripianano i debiti sportivi e iscrivono la Sambenedettese al campionato di C1 2006-2007.

#### Confusione societaria e ricaduta fra i dilettanti
La stagione 2006-2007 vede in panchina Alessandro Calori e nello staff il ritorno di Claudio Molinari e l'arrivo di Giuseppe Pavone come direttore sportivo. Calori viene però sollevato dall'incarico dopo 5 giornate (un solo punto per lui e Samb all'ultimo posto solitario). La società affida al "bomber" Francesco Chimenti, idolo della tifoseria, il compito di guidare la squadra nella vittoriosa partita contro il San Marino, in attesa del nuovo allenatore Guido Ugolotti. Il campionato viene chiuso all'ottavo posto, raggiungendo largamente l'obiettivo stagionale della salvezza. Tra i giocatori che si mettono in mostra spiccano Morante (18 gol), Desideri ("pescato" in Serie D e acquistato dal Bari al termine della stagione), e i tanti giovani scelti da Pavone: gli attaccanti Olivieri e Carlini, i centrocampisti Loviso e Iovine, il difensore Zammuto e il portiere Consigli.

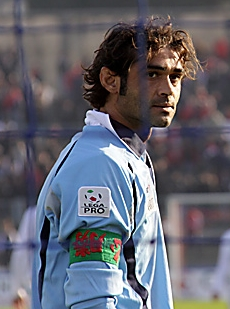
Stefano Visi

Già nel ritiro di luglio-agosto la squadra è definita. Molinari e Pavone lasciano la Samb, il nuovo ds è Maurizio Natali. A fine agosto viene ceduto il bomber Daniele Morante al Verona; tornano dopo anni i "sambenedettesi" Stefano Visi e Ottavio Palladini. Della squadra dell'anno passato rimangono solo Fabio Tinazzi, Michele Santoni, Davide Giorgino e Nikola Olivieri oltre ai giovani Tulli e Forò; confermato anche l'allenatore Guido Ugolotti. Tra le nuove "scommesse" spiccano Davis Curiale, Michael Cia e Danilo Soddimo. Anche il campionato 2007-2008, però, inizia negativamente: la squadra segna poco, gioca male e ottiene solo 8 punti in 12 giornate. Il 4-0 contro il Gallipoli è fatale a Guido Ugolotti che viene esonerato e sostituito da Enrico Piccioni; viene nominato come nuovo direttore sportivo Enzo Nucifora, con il compito di rinforzare la squadra a gennaio (cede Olivieri al Pescara e acquista tra gli altri Leandro Vitiello e Luis Maria Alfageme). Nonostante i buoni risultati casalinghi, il rendimento in trasferta della squadra resta deficitario, cosicché il 17 marzo Piccioni viene esonerato e torna in panchina Guido Ugolotti. Con tre vittorie consecutive la Samb esce dalla zona play-out per la prima volta dall'inizio del campionato. I rossoblù conquistano poi la salvezza diretta grazie alla penalizzazione inflitta al Lanciano, intanto fallito, che finisce ai play-out e poi retrocede.
Per la stagione 2008-2009 l'allenatore Ugolotti e il ds Nucifora non vengono riconfermati e tornano al lavoro Piccioni e Natali. Viene costruita una rosa piena di giovani, anche a causa delle limitazioni (non obbligatorie ma richieste per ottenere contributi economici) previste dalla neonata Lega Pro (ex Lega di Serie C); tra i giocatori principali e più amati dalla tifoseria, Ottavio Palladini, Francesco Ferrini e Davide Moi, riconfermati dopo la stagione precedente. Dopo un avvio di campionato ancora una volta stentato, la Samb riesce a uscire dalla zona play-out, prima di incappare in una serie negativa di 6 sconfitte consecutive, a cavallo della sosta invernale, che costa la panchina a Enrico Piccioni e fa ripiombare la società rossoblù al penultimo posto, tra le contestazioni dei tifosi. Il nuovo ds Luca Evangelisti (che sostituisce Natali, che rimane in società ma con altro incarico) affida a Fulvio D'Adderio il compito di salvare la Samb. Il calciomercato di gennaio vede la Samb attiva, con rinforzi costosi e d'esperienza come i bomber Cammarata e Califano, il difensore Caccavale e il portiere Marconato. Ma i risultati non cambiano più di tanto, e D'Adderio viene sostituito da Giorgio Rumignani, che torna alla Sambenedettese dopo molti anni. Dopo aver toccato anche l'ultimo posto, la regular season si chiude al 16º posto. Nei play-out contro il Lecco, la Samb pareggia 0-0 in casa e perde 1-0 in trasferta, venendo così retrocessa per la seconda volta in Seconda Divisione. La squadra, fortemente indebitata, viene messa in vendita dai fratelli Tormenti, in difficoltà economiche, ma l'assenza di acquirenti porta, l'11 luglio, alla cancellazione da tutti i campionati professionistici.
Il sindaco di San Benedetto del Tronto, Giovanni Gaspari, e una cordata capeggiata da Sergio Spina si attivano per ottenere, in forza dell'art. 52 delle N.O.I.F., l'iscrizione alla Serie D, ma nonostante l'accordo con il presidente della Lega Nazionale Dilettanti Tavecchio, il presidente della F.I.G.C. Abete decreta l'inserimento della nuova U.S. Sambenedettese nel campionato marchigiano di Eccellenza, facendo salvo il principio delle "due categorie inferiori" per le nuove società. Il campionato, eccezionalmente a 20 squadre, alcune delle quali con una solida tradizione sportiva, si rivela subito competitivo e la Samb, vittima di numerosi avvicendamenti nella rosa, ha un inizio di stagione problematico, culminato nell'esonero dell'allenatore Minuti, che viene sostituito dal giocatore-allenatore Ottavio Palladini. Dopo il girone di ritorno la squadra ottiene la promozione in Serie D.

### Gli anni duemiladieci

#### Dalla vittoria del campionato al fallimento
Dopo un campionato di media classifica, contraddistinto da vicissitudini finanziarie e dall'avvicendamento di numerosi allenatori, nella stagione 2011-2012 la Samb conquista il secondo posto in campionato e viene poi eliminata dal Legnago nei play-off nazionali. La promozione arriva nella stagione 2012-2013, quando la squadra conquista il primo posto e consegue così il diritto a tornare tra i professionisti: la FIGC, il 19 luglio 2013, ha deliberato di non accettare l'affiliazione del club neopromosso alla Lega Pro a causa di carenze economico-finanziarie: la società ha avuto tempo per esperire un eventuale ricorso che evitasse la sua cancellazione dai campionati; esso è stato respinto in data 25 luglio 2013, decretando così l'esclusione definitiva dai campionati professionisti della società.

#### La presidenza Moneti, la rifondazione
In seguito a tale sentenza, il 3 agosto 2013 è stata fondata, dopo appena 4 anni dall'ultima volta, una nuova società dall'imprenditore viterbese ex presidente del Perugia Gianni Moneti su incarico ufficiale del Sindaco Giovanni Gaspari: tale compagine è ripartita dall'Eccellenza Marche, mentre il 19 dicembre è giunta la radiazione del vecchio club per intervenuto fallimento.
Il 29 marzo 2014, vincendo per 1-0 sul campo del Grottammare, la Sambenedettese ha vinto il campionato di Eccellenza con 4 giornate di anticipo, conquistando la promozione in Serie D.
Il 28 luglio 2014 entra in società con il 50% Manolo Bucci, ex presidente del Pergocrema nel 2010-2011 e vice presidente del Colleferro nel 2013-2014, che porta con sé Fabio de Lillo, consigliere regionale della regione Lazio, che diventa presidente onorario. Il 30 novembre, dopo la sconfitta per 2-1 a Chieti, l'allenatore Andrea Mosconi, che aveva riportato la compagine rossoblu dall'Eccellenza alla Serie D, viene esonerato dopo aver conquistato 24 punti in 13 partite trovandosi al 3º posto. Il giorno successivo viene scelto come nuovo allenatore Silvio Paolucci con il quale la squadra marchigiana prosegue il cammino incerto in campionato. La squadra chiuderà al 3º posto perdendo la prima partita dei play-off contro il San Nicolò.
Il 17 giugno Manolo Bucci lascia la carica di co-presidente riconsegnando il suo 50% a Moneti che è costretto a cercare nuovi soci per iscrivere la squadra in Serie D.

#### L'era Fedeli e il ritorno tra i professionisti

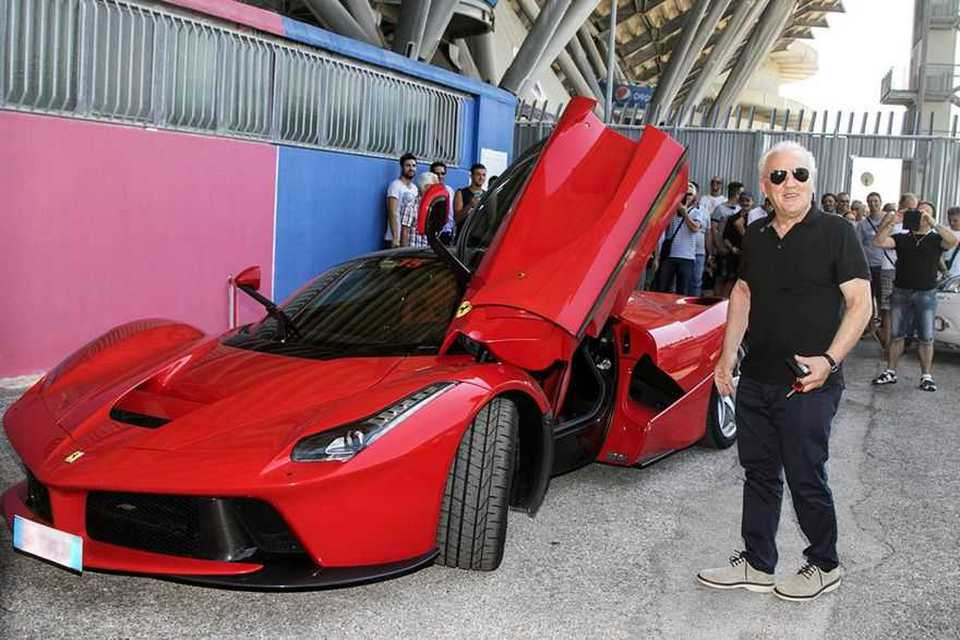
L'industriale Cav. Franco Fedeli, presidente della Sambenedettese Calcio dal 2015 al 2020.

Il 4 agosto 2015 l'industriale Franco Fedeli rileva ufficialmente le quote di Moneti, diventando l'azionista di maggioranza nonché il presidente dell'A.S.D. Sambenedettese Calcio. Fedeli porta con sé da Rieti il tecnico Loris Beoni e una ventina di giocatori, cosicché nel ritiro di Norcia ce ne saranno ben quarantasei (gli ex Rieti si aggiungono a quelli della Sambenedettese). Come Direttore Sportivo Fedeli sceglie Fabrizio Alunni, che ha il compito di fare una scrematura del numeroso gruppo, aggiungendo qualche elemento importante come Mario Titone. A una settimana dall'inizio del torneo di serie D non si sa ancora a quale campionato parteciperà la Samb, perché Fedeli chiede invano il ripescaggio in Lega Pro. La Sambenedettese però resta in serie D e nonostante una rosa da perfezionare con qualche "quota", parte benissimo, espugnando gli ostici campi di Campobasso, Pesaro e Fano. La squadra marchigiana nonostante la sconfitta interna con il Matelica si trova in testa alla classifica dopo 8 giornate. Ma questo è un particolare insignificante agli occhi del patron Fedeli che dopo il ko solleva dall'incarico sia il tecnico toscano Beoni che il Ds umbro Alunni. In panchina arriva Ottavio Palladini.
Il 10 aprile 2016, vincendo il girone F del campionato nazionale di Serie D con ben 4 giornate di anticipo, la Sambenedettese è promossa in Lega Pro e torna al calcio professionistico dopo 7 anni.
Nella stagione 2016-2017 la Sambenedettese, da neopromossa e con un allenatore esordiente, è protagonista di un ottimo inizio di stagione, guadagnando il primo posto con la vittoria interna con il Padova. Successivamente, dopo due pareggi consecutivi con AlbinoLeffe e Modena, il direttore sportivo Sandro Federico e l'allenatore Ottavio Palladini entrano in attrito con la società per alcune scelte tecniche. Federico viene sospeso il 27 dicembre. Il 3 gennaio Ottavio Palladini annuncia le dimissioni irrevocabili, una decisione presa in seguito al calo di risultati della squadra e una difficile situazione ambientale. A sostituirlo arriva Stefano Sanderra, sotto la cui guida la squadra si piazza settima in campionato, accedendo ai play-off per la promozione in Serie B. Qui elimina il Gubbio battendolo per 3-1 in Umbria, ma poi viene eliminata dal Lecce al secondo turno, dopo due pareggi (1-1 in casa e 0-0 al Via del Mare).

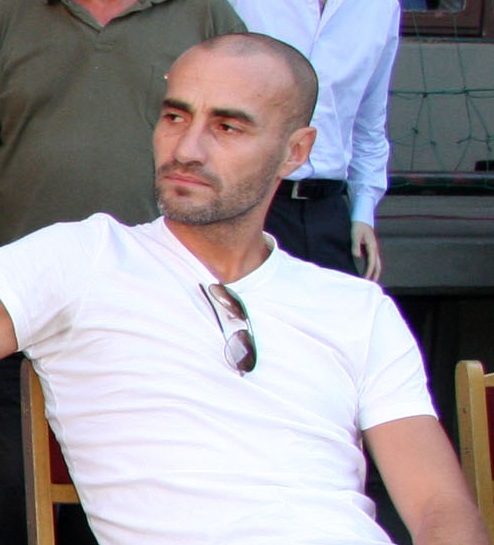
Paolo Montero

Per la stagione 2017-2018 Sanderra è sostituito da Francesco Moriero, che firma un contratto annuale. Dopo una bella partenza in campionato, la squadra incappa in una crisi di risultati che culmina con la sconfitta contro il Südtirol e il concitato esonero del tecnico salentino (dopo le dimissioni iniziali c'è dietrofront e il successivo esonero). L'allenatore viene sostituito da Ezio Capuano, che qualche giorno prima si era liberato dal Modena, appena radiato dal campionato. In sette partite la compagine rossoblù conquista 15 punti, salendo dall'ottavo al terzo posto. Il tecnico è esonerato a una giornata dal termine del campionato dopo tre sconfitte in quattro partite, con la squadra al secondo posto. Il rientrante Moriero guida i suoi nell'ultima partita del torneo, concluso al terzo posto, e nei play-off per la promozione in Serie B, dove la Sambenedettese elimina il Piacenza, ma è eliminato dal Cosenza ai quarti di finale (Cosenza-Sambenedettese 2-1; Sambenedettese-Cosenza 0-2).
Per la stagione 2018-2019 Moriero è sostituito da Giuseppe Magi, che firma un contratto annuale.
Il 1º ottobre 2018, la Società rossoblù comunica di aver sollevato dall'incarico di allenatore della prima squadra Giuseppe Magi; comunica di aver affidato la panchina della prima squadra al tecnico Giorgio Roselli. Il 6 giugno 2019, la Sambenedettese annuncia di aver raggiunto un accordo per la stagione 2019-2020 con l'allenatore uruguaiano Paolo Montero, che firma un contratto annuale. Il 10 giugno 2019, la Sambenedettese Calcio annuncia la nomina dell'ex arbitro internazionale Walter Cinciripini come nuovo direttore generale.

### Gli anni duemilaventi

#### La presidenza Serafino ed il fallimento
Il 10 giugno 2020 l'imprenditore e produttore discografico Domenico Serafino, proprietario del Bangor City Football Club, rileva ufficialmente le quote di Franco Fedeli, diventando l'azionista di maggioranza nonché il presidente della Sambenedettese Calcio. Mentre la squadra, assemblata con un organico d'alto profilo, spiccano i calciatori Maxi López, Rubén Botta e Iván Rossi; riesce a centrare nuovamente i playoff (uscendone al primo turno), la società entra presto in difficoltà, accumulando una crescente massa debitoria: infine il 4 maggio 2021 il Tribunale di Ascoli Piceno dichiara il fallimento del club, ponendolo in esercizio provvisorio in attesa dell'indizione di un'asta per rilevarne i cespiti e i diritti sportivi.

#### La presidenza Renzi
Il 25 maggio 2021 il titolo calcistico è assegnato all'imprenditore Roberto Renzi, che ha battuto con 540 mila euro la concorrenza del gruppo di Kim Dae Jung all'asta fallimentare; il club è stato rifondato come A.S. Sambenedettese e, dopo aver saldato con un milione di euro i debiti sportivi, e un residuo di 322 mila euro di debiti fiscali ereditati dal fallimento con compensazioni fiscali conto terzi, è stata formalmente accettata l'affiliazione dalla F.I.G.C., mantenendo così il proprio posto nel campionato di Serie C. Il 25 giugno la società annuncia in un comunicato, tramite i social network ufficiali, di aver affidato l’incarico di direttore sportivo a Sandro Porchia e di responsabile tecnico della prima squadra a Massimo Donati. Nel luglio 2021, la Co.Vi.So.C. rifiuta la domanda di iscrizione per irregolarità sul versamento del residuo debito fiscale di 322 mila euro ritenuto valido per l'affiliazione ma non per l'iscrizione alla Serie C, ciò porta la società A.S. Sambenedettese all'esclusione dalla detta categoria, al totale depauperamento di 1,5 milioni di euro investiti nell'impresa calcistica, alla cessazione dell'attività di impresa e all'arricchimento di un milione di euro da parte della FIGC per il debito sportivo saldato dalla società poi non ammessa, altrimenti facente capo a suo carico. Il 4 agosto 2021 il TAR del Lazio respinge l'istanza cautelare monocratica per l'ammissione al campionato di Serie C 2021-2022. Ciò ha portato la Sambenedettese all'esclusione dai campionati professionistici. Il 9 agosto con un comunicato della F.I.G.C. tutti i calciatori tesserati della A.S. Sambenedettese S.r.l. vengono svincolati.
In conseguenza di ciò il presidente della FIGC Gabriele Gravina sollecita il Sindaco di San Benedetto del Tronto a presentare le credenziali di una nuova società da affiliare in sovra numero in serie D e da quest'ultimo viene accreditato l'imprenditore Manolo Bucci, ma il suo programma non viene accettato dal presidente della FIGC Gravina che ha in esclusiva il potere decisionale. Il 7 settembre 2021 a seguito di ulteriore ricorso presentato in seconda istanza per motivi aggiuntivi dalla A.S. Sambenedettese il TAR ammette il ricorso per fondato motivo a tutela di quel che resta del valore del titolo sportivo, riconosce il diritto d'impresa, sospende una parte dell'art 52 comma 10 del NOIF con motivazione di irragionevole e non proporzionalità della pena nell'ammettere in serie D una nuova società non affiliata e presentata dal Sindaco a discapito di una società già affiliata. Con queste motivazioni Il TAR dispone alla FIGC di dare la priorità alla manifestazione di interesse a partecipare in sovra numero al campionato di serie D alla A.S Sambenedettese, interesse che viene manifestato, e dopo ulteriori versamenti per tassa a fondo perduto, iscrizione, e ulteriori oneri che portano a 2,2 milioni di euro l'investimento totale nell'impresa calcistica appena intrapresa viene ammessa in sovra numero in Serie D e inserita nel girone F. Gli vengono concessi 12 giorni per allestire la squadra, accedere al mercato dei soli svincolati e giocare la prima partita.
Al termine della stagione 2022/2023, durante la quale la situazione societaria precipita a causa di inadempienze da parte della dirigenza, il 4 agosto 2023 la A.S. Sambenedettese viene esclusa dal campionato di Serie D. In precedenza il 27 luglio 2023 la Co.Vi.So.D aveva già emesso la sentenza dell'esclusione dal massimo campionato dilettantistico.

### La rinascita con l'U.S. Sambenedettese
Nel giugno 2023 la società Porto d'Ascoli Calcio milatante in Serie D, dell'omonimo quartiere della città di San Benedetto del Tronto, del presidente Vittorio Massi cambia la denominazione in San Benedetto Calcio. Viene ingaggiato il direttore sportivo Stefano De Angelis, con la consulenza di Massimiliano Fanesi, costruisce la nuova squadra di calcio, acquisendo vari calciatori, e raccogliendo gradualmente il supporto dei tifosi e del tessuto imprenditoriale locale. Il 10 agosto 2023, il presidente della F.I.G.C. Gabriele Gravina, accoglie la richiesta del sindaco di San Benedetto del Tronto Antonio Spazzafumo e del presidente della San Benedetto Calcio Vittorio Massi, di cambiare denominazione in Unione Sportiva Sambenedettese.Con l'avvenuta trasformazione del titolo sportivo del Porto d'Ascoli Calcio in U.S. Sambenedettese, quest'ultima mantiene la categoria e disputa il campionato di Serie D 2023-2024.